# Lokalzeit aus Köln
Lokalzeit aus Köln ist eines von elf der lokalen Nachrichtenmagazine des Westdeutschen Rundfunks, das werktags von Montag bis Freitag von 19:30 Uhr bis 20 Uhr im WDR Fernsehen ausgestrahlt wird.
Die Leitung des Programmbereichs Regionalprogramme befindet sich in Köln.

## Inhalt

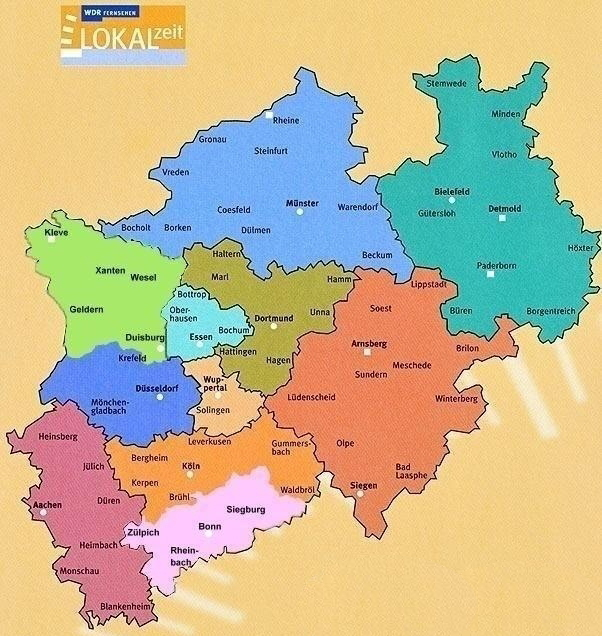
WDR-Lokalzeit-Gebiete

Das Magazin informiert über das politische und kulturelle Leben sowie besondere Ereignisse in Köln und Umgebung. Auch der Sport in Köln sowie Heimatgeschichten aus dem Bereich der Stadt sind Themen der Sendung. Die Lokalzeit aus Köln berichtet über die Gebiete Köln, Leverkusen, Oberbergischer Kreis (außer Radevormwald, Hückeswagen), Rheinisch-Bergischer Kreis (außer Burscheid, Wermelskirchen), Rhein-Erft-Kreis und Niederkassel im Rhein-Sieg-Kreis.
Lokalzeit aus Köln wird werktags von Montag bis Freitag um 19:30 Uhr im WDR Fernsehen live ausgestrahlt. Die Wiederholung läuft am Folgetag um 02:00 Uhr im WDR Fernsehen. Die Sendung ist terrestrisch, über Kabel und digital über Satelliten zu empfangen. Die Sendung wird in den WDR Arkaden produziert.
Die Moderation der Sendung wechselt im wöchentlichen Turnus.

## Geschichte
Das Regionalmagazin wurde am 1. Oktober 1984 im WDR Fernsehen eingeführt.
Seit dem 5. September 2016 wird Lokalzeit aus Köln in HD und neuer Kulisse ausgestrahlt.

## Moderation
| Moderator     | Einstieg | Ausstieg | Rolle            |
| ------------- | -------- | -------- | ---------------- |
| Marlene Lufen | 2002     | 2006     | Hauptmoderatorin |
| Simone Standl | 2004     | 2021     | Hauptmoderatorin |
| Henning Quanz | 2007     | aktiv    | Hauptmoderator   |
| Mara Bergmann | 2011     | 2015     | Hauptmoderatorin |
| Julia Kleine  | 2015     | aktiv    | Hauptmoderatorin |
| Sümeyra Kaya  | 2021     | aktiv    | Hauptmoderatorin |